# Shkelqim Demhasaj
Shkelqim Demhasaj (sinh ngày 19 tháng 4 năm 1996) là một cầu thủ bóng đá người Thụy Sĩ thi đấu ở vị trí tiền đạo cho Luzern tại Giải bóng đá vô địch quốc gia Thụy Sĩ.

## Thời trẻ
Demhasaj sinh ra ở Schaffhausen, Thụy Sĩ từ cha mẹ người Kosovo người Albania ở Carrabreg i Ulët, một ngôi làng gần Deçan. Ông giữ hộ chiếu Kosovo và Thụy Sĩ.

## Sự nghiệp câu lạc bộ

### Luzern
Vào ngày 22 tháng 6 năm 2017, Demhasaj gia nhập Swissern League bên Luzern, theo hợp đồng ba năm. Vào ngày 20 tháng 7 năm 2017, anh ra mắt với Luzern ở vòng loại thứ hai của giải vô địch bóng đá UEFA Europa League năm 2017 với đội Osijek của Croatia sau khi thay thế ở phút thứ 77 thay cho Cedric Itten.

### Sự nghiệp quốc tế
Vào ngày 12 tháng 11 năm 2018, Demhasaj nhận được một cuộc gọi khẩn cấp từ Kosovo cho các trận đấu UEFA Nations League 2018–19 với Malta và Azerbaijan để thay thế cho Bersant Celina bị thương.